# Central Hockey League 1977-1978
La stagione 1977-1978 è stata la 15ª edizione della Central Hockey League, lega di sviluppo creata dalla National Hockey League per far crescere i giocatori delle proprie franchigie. La stagione vide al via sei formazioni e al termine dei playoff i Fort Worth Texans conquistarono la loro prima Adams Cup.

## Squadre partecipanti
Rispetto alla stagione precedente si sciolsero gli Oklahoma City Blazers e i Kansas City Blues, mentre si iscrissero i Phoenix Roadrunners e i Kansas City Red Wings.
- Dallas Black Hawks
- Fort Worth Texans
- KC Red Wings
- Phoenix Roadrunners
- Salt Lake Golden Eagles
- Tulsa Oilers

## Stagione regolare
|  | Pos. | Squadra                 | Pt | G  | V  | S  | N | GF  | GS  | DR  |
|  | ---- | ----------------------- | -- | -- | -- | -- | - | --- | --- | --- |
|  | 1.   | Fort Worth Texans       | 91 | 76 | 44 | 29 | 3 | 262 | 251 | +11 |
|  | 2.   | Salt Lake Golden Eagles | 87 | 76 | 42 | 31 | 3 | 283 | 238 | +45 |
|  | 3.   | Dallas Black Hawks      | 79 | 77 | 38 | 36 | 3 | 284 | 281 | +3  |
|  | 4.   | Tulsa Oilers            | 71 | 76 | 34 | 39 | 3 | 264 | 273 | -9  |
|  | 5.   | KC Red Wings            | 69 | 76 | 33 | 40 | 3 | 266 | 257 | +9  |
|  | 6.   | Phoenix Roadrunners     | 11 | 27 | 4  | 20 | 3 | 75  | 134 | -59 |

Legenda:

      Ammesse ai Playoff
      Fallita a stagione in corso
Note:

Due punti a vittoria, un punto a pareggio, zero a sconfitta.

## Playoff
|  | Semifinali | Semifinali              | Semifinali |                    |   | Finale            | Finale | Finale |  |
|  |            |                         |            |                    |   |                   |        |        |  |
|  | 1          | Fort Worth Texans       | 4          |                    |   |                   |        |        |  |
|  | 1          | Fort Worth Texans       | 4          |                    |   |                   |        |        |  |
|  | 4          | Tulsa Oilers            | 3          |                    |   |                   |        |        |  |
|  | 4          | Tulsa Oilers            | 3          |                    | 1 | Fort Worth Texans | 4      |        |  |
|  |            |                         |            |                    | 1 | Fort Worth Texans | 4      |        |  |
|  |            |                         | 3          | Dallas Black Hawks | 3 |                   |        |        |  |
|  | 2          | Salt Lake Golden Eagles | 3          | Dallas Black Hawks | 3 | 2                 |        |        |  |
|  | 2          | Salt Lake Golden Eagles |            |                    |   |                   |        |        |  |
|  | 3          | Dallas Black Hawks      | 4          |                    |   |                   |        |        |  |

## Premi CHL
- Adams Cup: Fort Worth Texans
- Bob Gassoff Trophy: Doug Grant (Fort Worth Texans)
- Iron Man Award: Duane Wylie (Dallas Black Hawks)
- Jake Milford Trophy: Bill MacMillan (Fort Worth Texans)
- Ken McKenzie Trophy: Glen Hanlon (Tulsa Oilers)
- Max McNab Trophy: John Anderson (Dallas Black Hawks)
- Most Valuable Defenseman Award: Larry Giroux (Kansas City Red Wings)
- Terry Sawchuk Trophy: Doug Grant e Ed Staniowski (Salt Lake Golden Eagles)
- Tommy Ivan Trophy: Doug Palazzari (Salt Lake Golden Eagles)